# Il papa
Il papa è il terzo romanzo di Giorgio Saviane. Pubblicato nel 1963, ha vinto lo stesso anno il Premio Selezione Campiello.
Il libro è stato tradotto in inglese.

## Trama
Claudio Lisi, unico figlio maschio di un conte, vuole farsi prete perché, nella fanciullezza, si è convinto che il terrore delle fiamme dell'inferno vada combattuto con l'apostolato. Dapprima si fa espellere dal seminario, ma vi rientra da adulto e raggiunge il sacerdozio. Ben presto però, si trova immerso in grossi guai: dapprima confessa un assassino e violatore di cadaveri e gli consiglia di non costituirsi, convinto che l'uomo sia già sulla via del ravvedimento. Quindi viene aggredito dal padre di una delle vittime e dopo un feroce pestaggio, lasciato come morto.
L'aggressore, Aglietti, è un ufficiale degli alpini ed è terrorizzato dal suo gesto. Così, quando rincasa l'indomani e vede Claudio in casa sua ad attenderlo, arriva al punto di sparargli due colpi di pistola. Ma Claudio compie un gesto al di là della comprensione e chiede perdono al suo aggressore. E la corazza di odio che sostiene l'uomo, si apre di fronte al coraggio del giovane prete e si rassegna a un dolore che era apparso come incontenibile.
Le insidie successive arrivano da un politicante che vorrebbe manipolare la testimonianza richiesta a Claudio nel processo contro l'assassino. Anzi, la richiesta di testimonianza di un sacerdote, vincolato dal segreto della confessione, è già un atto gravemente scorretto, eppure il politico si attacca all'idea che "prima" o "dopo" il Sacramento, ci siano i margini di non segretezza. Claudio invece si presenta al processo solo per dire il vero: non ha mai offerto la sua disponibilità a testimoniare e, riguardo all'imputato, il prete non conosce differenze nel tempo in cui l'uomo ha avuto bisogno di lui. Tutto l'edificio cade e il vescovo, molto grato a Claudio per aver difeso la santità del ministero sacerdotale, lo designa a suo successore.
Durante la celebrazione pasquale del nuovo vescovo (Claudio), tutti i parenti e gli amici sono con lui per ascoltarlo. La nonna di Claudio, persona che aveva tenuto testa persino al politico, muore serenamente durante il rito della Pasqua. Ha fatto un bizzarro testamento, in cui lascia praticamente tutto alla figlia, madre di Claudio, per quanto abbia anche dei figli maschi. Così avviene che, trasferito Claudio a Padova come vescovo, la madre si stabilisca in provincia, a Cittadella, nella casa della nonna. Nell'attesa del trasloco, Claudio si lascia andare all'amore per una cugina (che durava dall'infanzia di entrambi). Ginevra, la cugina, è sposata con due figli adulti. Non vi sono tra i due cadute o tradimenti, ma solo un parlarsi del cuore, e la famiglia di Ginevra prova affetto sincero per Claudio.
Arriva il momento di partire e il marito di Ginevra, Riccardo, decide di accompagnare Claudio con la sua Ferrari. Riccardo ama i motori e guida alle velocità più elevate. Si porta anche Fulvio, il figlio maschio. Un terribile incidente giunge a stroncare la corsa e i tre uomini subiscono gravissimi danni. Le famiglie sono avvertite che uno di essi è morto, poi i morti sono due, non identificati. Le donne (Antonia, madre di Claudio, Ginevra e la figlia Eva), pur avendo sin allora mostrato il massimo affetto, entrano in un conflitto interiore: chi è morto? e chi resta? La realtà di due morti mette Ginevra di fronte al fatto che almeno uno è suo marito o suo figlio. E quando le donne raggiungono l'ospedale, la verità è terribile: sono morti Riccardo e Fulvio. Claudio è talmente grave che si dispera di salvarlo.
Nel penoso recupero, Claudio delira e si vede eletto papa da cardinali che hanno la faccia del mostro. Tiene un gran discorso sul Dio adorato dalle persone, un Dio piccolo e vicino, mentre il vero Dio è lontano, oltre i mondi, le stelle e le galassie. Questo Dio si deve cercare di raggiungere per volontà d'amore, questo dice Claudio a chi lo ascolta. Poi ritorna la coscienza e insieme l'ineffabile sentimento di essere l'unico superstite di un così grave incidente. Nel frattempo le donne si sono accordate: Antonia e Ginevra andranno assieme a vivere a Cittadella ed Eva farà la spola a Padova, dove accederà al vescovado, in qualità di nipote di Claudio. E la guarigione si impone come prima si era imposta la morte.
Epilogo - Claudio è anziano ed è stato eletto Papa. Vuole tenere il suo gran discorso, ma i fedeli vedono in lui solo un papa come un altro, un potente qualunque. Un tecnico del suono inserisce nell'impianto audio un altro discorso di Claudio giovane e lui non viene più sentito.

## Edizioni
- Giorgio Saviane, Il papa, 1ª ed., Milano, Rizzoli, 1963.
- (EN) Giorgio Saviane, The Finger in the Candle Flame, traduzione di Lovett Fielding Edwards, Londra, George Allen & Unwin, 1964.
- Giorgio Saviane, Il papa, introduzione di Mario Pomilio, Milano, BUR, 1980.
- Giorgio Saviane, Il papa, riduzione e commento di Marica Razza, Roma, Lucarini, 1985.
- Giorgio Saviane, Il papa, introduzione di Mario Pomilio, postfazione di Carlo Salinari, Roma, Newton & Compton, 1995.